# New Hampshire Wing Civil Air Patrol
A New Hampshire Wing Civil Air Patrol (NHWG) é uma das 52 "alas" (50 estados, Porto Rico e Washington, D.C.) da "Civil Air Patrol" (a força auxiliar oficial da Força Aérea dos Estados Unidos) no Estado do New Hampshire. A sede da New Hampshire Wing está localizada em Concord, New Hampshire. A New Hampshire Wing consiste em mais de 700 cadetes e membros adultos distribuídos em 17 locais espalhados por todo o Estado.
A ala de New Hampshire é membro da Região Nordeste da CAP juntamente com as alas dos seguintes Estados: Connecticut, Maine, Massachusetts, New Jersey, New York, Pennsylvania, Rhode Island e Vermont.

## Missão
A Civil Air Patrol tem três missões: fornecer serviços de emergência; oferecer programas de cadetes para jovens; e fornecer educação aeroespacial para membros da CAP e para o público em geral.

## Serviços de emergência
A CAP fornece ativamente serviços de emergência, incluindo operações de busca e salvamento e gestão de emergência, bem como auxilia na prestação de ajuda humanitária.
A CAP também fornece apoio à Força Aérea por meio da realização de transporte leve, suporte de comunicações e levantamentos de rotas de baixa altitude. A Civil Air Patrol também pode oferecer apoio a missões de combate às drogas.

## Programas de cadetes
A CAP oferece programas de cadetes para jovens de 12 a 21 anos, que incluem educação aeroespacial, treinamento de liderança, preparo físico e liderança moral para cadetes.

## Educação Aeroespacial

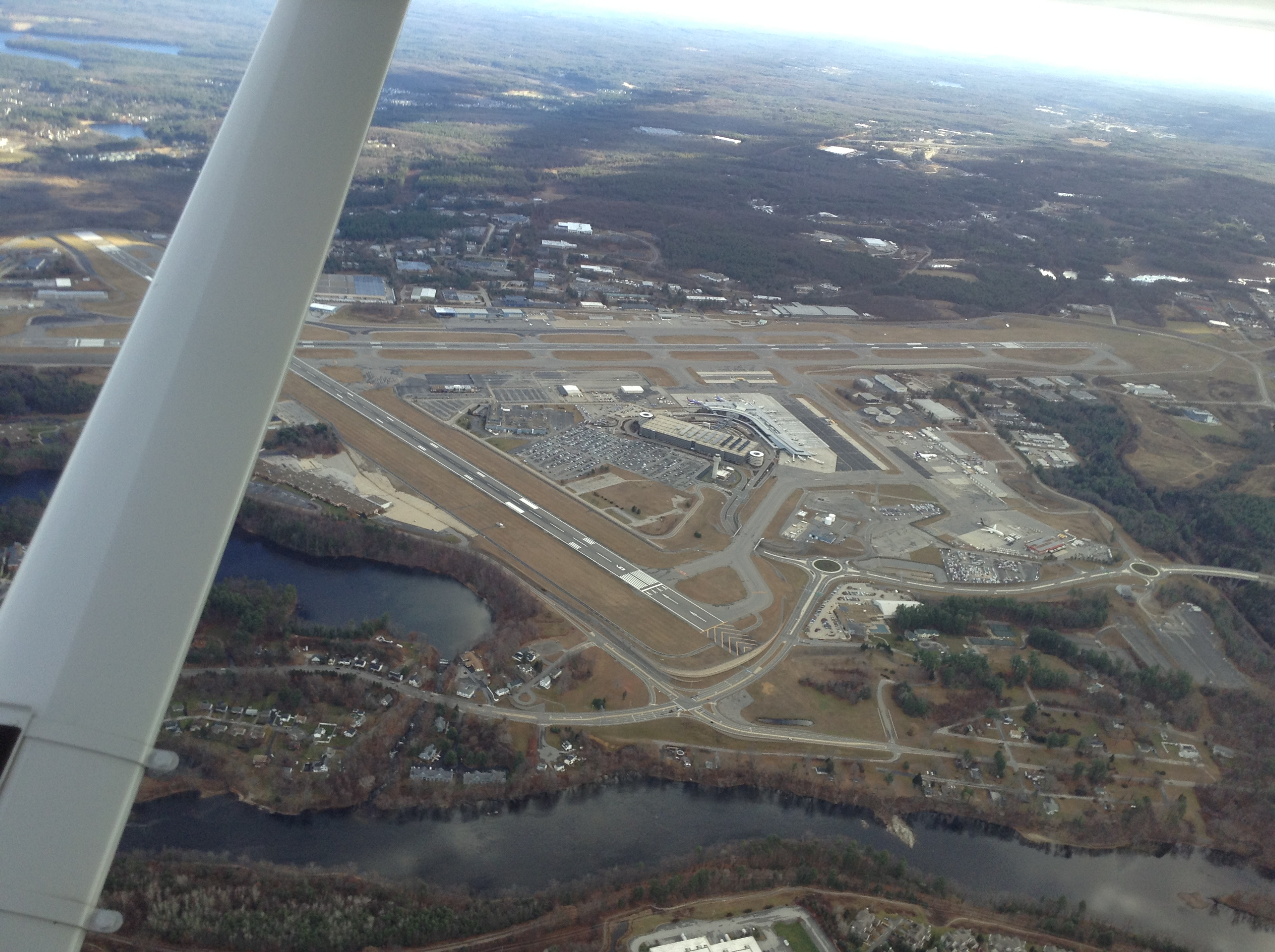
Vista do "Manchester-Boston Regional Airport" a partir da janela de um avião da New Hampshire Wing.

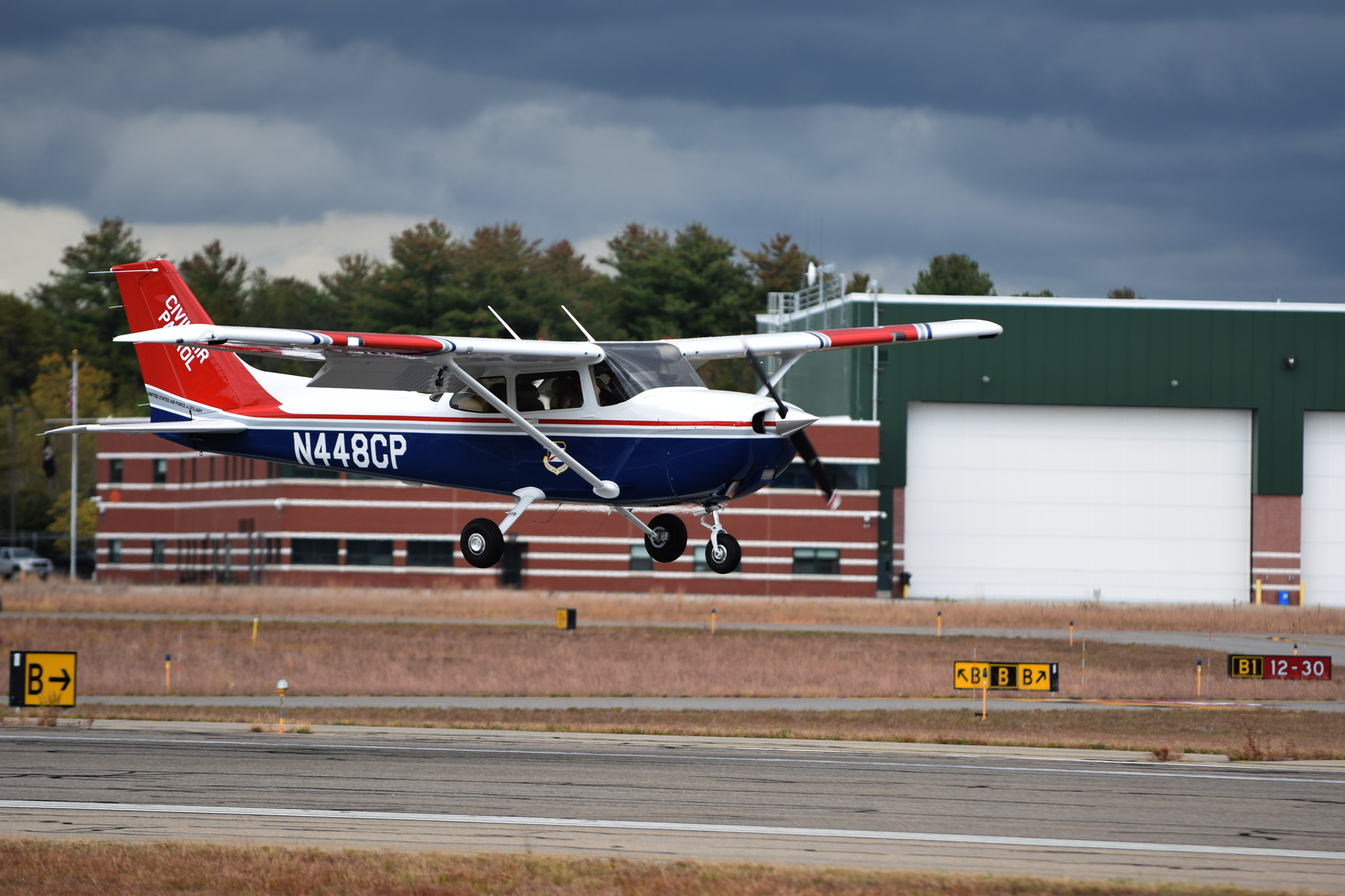
O mais novo Cessna 172 da New Hampshire Wing da CAP chega ao "Concord Municipal Airport" em 06 de outubro de 2020.

A CAP oferece educação aeroespacial para membros do CAP e para o público em geral. Cumprir o componente de educação da missão geral da CAP inclui treinar seus membros, oferecer workshops para jovens em todo o país por meio de escolas e fornecer educação por meio de eventos públicos de aviação.

## Organização
| Designação | Nome do Esquadrão                   | Localização |
| ---------- | ----------------------------------- | ----------- |
| NH032      | Concord Composite Squadron          | Concord     |
| NH053      | Monadnock Composite Squadron        | Keene       |
| NH056      | Hawk Composite Squadron             | Laconia     |
| NH014      | Lebanon Composite Squadron          | Lebanon     |
| NH054      | Manchester Composite Squadron       | Manchester  |
| NH016      | Greater Nashua Composite Squadron   | Nashua      |
| NH010      | Seacoast Composite Squadron         | Portsmouth  |
| NH037      | Highlanders Cadet Squadron          | Rochester   |
| NH075      | Mount Washington Composite Squadron | Whitefield  |

## Recursos
Em dezembro de 2020, A New Hampshire Wing tinha 7 aviões monomotores (2 Cessna 172 Skyhawks, 4 Cessna 182 Skylanes e um Cessna R182 Skylane RG). A ala também tem 15 veículos, principalmente vans de 10 a 15 passageiros em cada um dos esquadrões. Existem também 7 repetidores de rádio fixos em todo o Estado, 2 repetidores portáteis com capacidade aérea, cerca de 75 estações VHF fixas e móveis e 15 estações de rádio HF.

## Medalha de ouro do Congresso
Em janeiro de 2015, treze membros originais da New Hampshire Wing da CAP foram agraciados com a "CAP Congressional Gold Medal" em uma cerimônia no "Aviation Museum of New Hampshire". Esta medalha e a "Presidential Medal of Freedom" são os maiores prêmios civis nos Estados Unidos. É concedida a pessoas "que realizaram uma conquista que teve um impacto na história e cultura americanas que provavelmente será reconhecida como uma grande conquista no campo do recebedor muito depois da conquista". Em maio de 2014, a medalha foi concedida em conjunto a mais de 200.000 membros da Civil Air Patrol durante a guerra pelo decreto Pub.L. 113–108 por seus serviços durante a Segunda Guerra Mundial.
Em 10 de dezembro de 2018, a secretária da Força Aérea Heather Wilson foi presenteada com a "CAP Congressional Gold Medal" em homenagem a seu falecido avô, o ex-comandante de ala de New Hampshire, coronel George "Scotty" Wilson. O coronel Wilson serviu como piloto da CAP durante a Segunda Guerra Mundial e mais tarde como o terceiro comandante da New Hampshire Wing, de novembro de 1948 a setembro de 1954.
A medalha está em exibição permanente na "Smithsonian Institution", enquanto réplicas de bronze de três polegadas foram presenteadas a indivíduos e familiares em New Hampshire e em outros lugares.